# 季国标
季国标（1932年3月1日—2019年9月5日），江苏无锡人，中国化学纤维工程技术专家，中国化纤工程技术、生产运行和工业发展方面的主要奠基者、开拓者和技术带头人。曾任纺织工业部副部长等职，以及国务院国资委专家。

## 生平
1952年毕业于上海华东纺织工学院，后去德国、英国学习。1994年当选为中国工程院院士。
2019年9月5日因病在京逝世，享年87岁。

## 荣誉
- 开创主持了1985年以来五届中国国际化纤会议
- 1993年被联合国工发组织授予注册高级化纤专家资格
- 2004年当选第83届世界纺织科技大会主席
- 获光华工程科技奖